# K-AGT
K-AGT(Korean Automated Guideway Transit, 한국형AGT)는 대한민국에서 개발한 세계에서 네 번째의 무인자동운전 경량전철으로, 경상북도 경산시에 시험선을 가설하여 시험운전을 완료하였다. 대한민국의 한국철도기술연구원과 전동차 전장품 생산업체인 우진산전을 비롯한 30여 개의 기관이 참여하여 개발하였으며, 부산 도시철도 4호선의 차량으로 채택되었다.

## 역사
우진산전 등 30여 개 기관이 국가 연구개발 사업을 통해 세계에서 4번째, 국내 최초로 고무차륜 무인경전철 K-AGT를 개발하였다.

### 개발 연혁
- 1999년 12월 ~ 2000년 5월 : 차량 시스템의 개념 및 기본 설계를 완료하였다.
- 2000년 6월 ~ 2000년 12월 : 경전철 차량의 차체와 제어장치의 상세 설계를 완료하였다.
- 2001년 : 시제품을 제작하였다.
- 2002년 : 완성차를 제작하고 공장에서 완성차를 시험하였다.
- 2003년 : 공장에서의 시험을 보완하고 경상북도 경산시에 시험선을 착공하였다.
- 2004년 : 경산시험선에 차량을 반입하고 차량성능시험 · 안전성능시험을 실시하였다.
- 2005년 : 안전성능인증서를 취득하고, 차량 내구성을 시험하였다.

## 제원
- 차량 편성(6량 고정편성) : Mc¹- M¹ - M² - M³ - M⁴- Mc²
- 차량 정원(6량 1편성시, 승객 총 정원 316명)
  - Mc¹· Mc²: 좌석 18명, 입석 34명 - 총 52명
  - M¹· M³: 좌석 22명, 입석 30명 - 총 52명
  - M²· M⁴: 좌석 24명, 입석 30명 - 총 54명
- 차량 치수
  - 차량 길이 : 9.14m
  - 차량 폭 : 2.4m
  - 차량 높이 : 3.5m
- 전력 : 직류 750V
- 집전 방식 : 제3궤조 방식(전동차 하단부의 제3레일을 통해 전력을 공급받는 방식)
- 운전 속도
  - 설계 최고속도 : 시속 70km 이상
  - 운행 최고속도 : 시속 60km 이상
  - 상용 가 · 감속도 : 3.5km/h/s
  - 비상 감속도 : 4.5km/h/s
  - 표정속도 : 시속 30km 이상

## 노선
- 부산 도시철도 4호선 - 부산교통공사 4000호대 전동차
- 부산 도시철도 5호선 - 부산교통공사 5000호대 전동차
- 서울 경전철 신림선 - 남서울경전철 SL000호대 전동차
- 광주 도시철도 2호선 - 광주교통공사 2000호대 전동차
- 양산 도시철도
- 서울 경전철 위례신사선